# كليدسون أبرو
كليدسون أبرو (بالبرتغالية: Klidson Abreu؛ مواليد 24 ديسمبر 1992) هو مُقاتل فنون قتالية مختلطة برازيلي.

## وصلات خارجية
- كليدسون أبرو على موقع يو إف سي (الإنجليزية)
- كليدسون أبرو على موقع شيردوغ (الإنجليزية)